# ZOKS-festival
Het ZOKS-festival was een festival dat in 1987 was begonnen als een klein muziekfestival met drie bandjes op een geïmproviseerd podium voor het Stadhuis in Venlo, georganiseerd door jongerencentrum de Zuidhoek, OOC (later Perron 55 en Grenswerk), KWJ (jongerenwerk) en Open Jongerencentrum de Singel.
Sindsdien was het festival al enkele keren verhuisd, onder andere naar de Oude Markt en de parkeerplaats bij het station Blerick. Daarna had het festival een vaste plaats op het Lambertusplein in de Blerickse wijk Smeliënkamp, midden tussen de woonhuizen. Ook had het festival er sinds de laatste verhuizing een tweede podium bij gekregen en duurde het twee dagen, vrijdag en zaterdag. Begin 2022 hield het festival na 33 edities op te bestaan, vanwege twee eerdere afgelastingen vanwege de coronacrisis en een kleinere groep vrijwilligers. De laatste editie was in 2019.
Het festival werd gedragen door circa 120 vrijwilligers en er kwamen per editie bijna 15.000 bezoekers. Het werd gehouden in het eerste weekend na het meteorologische begin van de zomer in juni.
Waar het Zomerparkfeest probeerde onbekende acts aan het Noord-Limburgse publiek voor te stellen, wilde het ZOKS-festival elk jaar ten minste één grote naam aantrekken. Enkele van deze grote namen in het verleden:
- Racoon, Krezip, Tröckener Kecks (2000)
- Within Temptation (2001)
- Johan (2002)
- DI-RECT, Soulvation (2004)
- Racoon (2005)
- De Dijk (2006)
- Postmen (2007)
- VanVelzen, Moke (2008)
- Boris (2009)
- Bertolf, Agua de Annique (2010)
- Handsome Poets, Kraak & Smaak (2011)
- Mother's Finest, Kensington (2012)
- Alain Clark (2013)
- 10cc, Jett Rebel (2014)[4]
- Level 42 (2015)
- The Sweet, Fischer-Z (2016)[5]
- Milow (2017)
- Douwe Bob, VUUR (2018)
- Praying Mantis, Danny Vera (2019)